# Tunnan, Kyrkslätt
Tunnan är  en ö i Finland. Den ligger i Finska viken och i kommunen Kyrkslätt i den ekonomiska regionen  Helsingfors i landskapet Nyland, i den södra delen av landet. Ön ligger omkring 28 kilometer sydväst om Helsingfors.
Öns area är 0,9 hektar och dess största längd är 190 meter i sydöst-nordvästlig riktning. Närmaste större samhälle är Kyrkslätt, 17,2 km nordväst om Tunnan.